# アレクサンドロフ (都市)
アレクサンドロフ（ロシア語: Алекса́ндров, ラテン文字転写: Alexandrovは、ロシア・ヴラジーミル州の歴史ある都市。人口は5万7053人（2021年）。モスクワから北東へ約100km。
16世紀初頭にモスクワ大公国の大公ヴァシーリー3世が街を建て、趣味の狩猟のための屋敷を設けたことにはじまる。

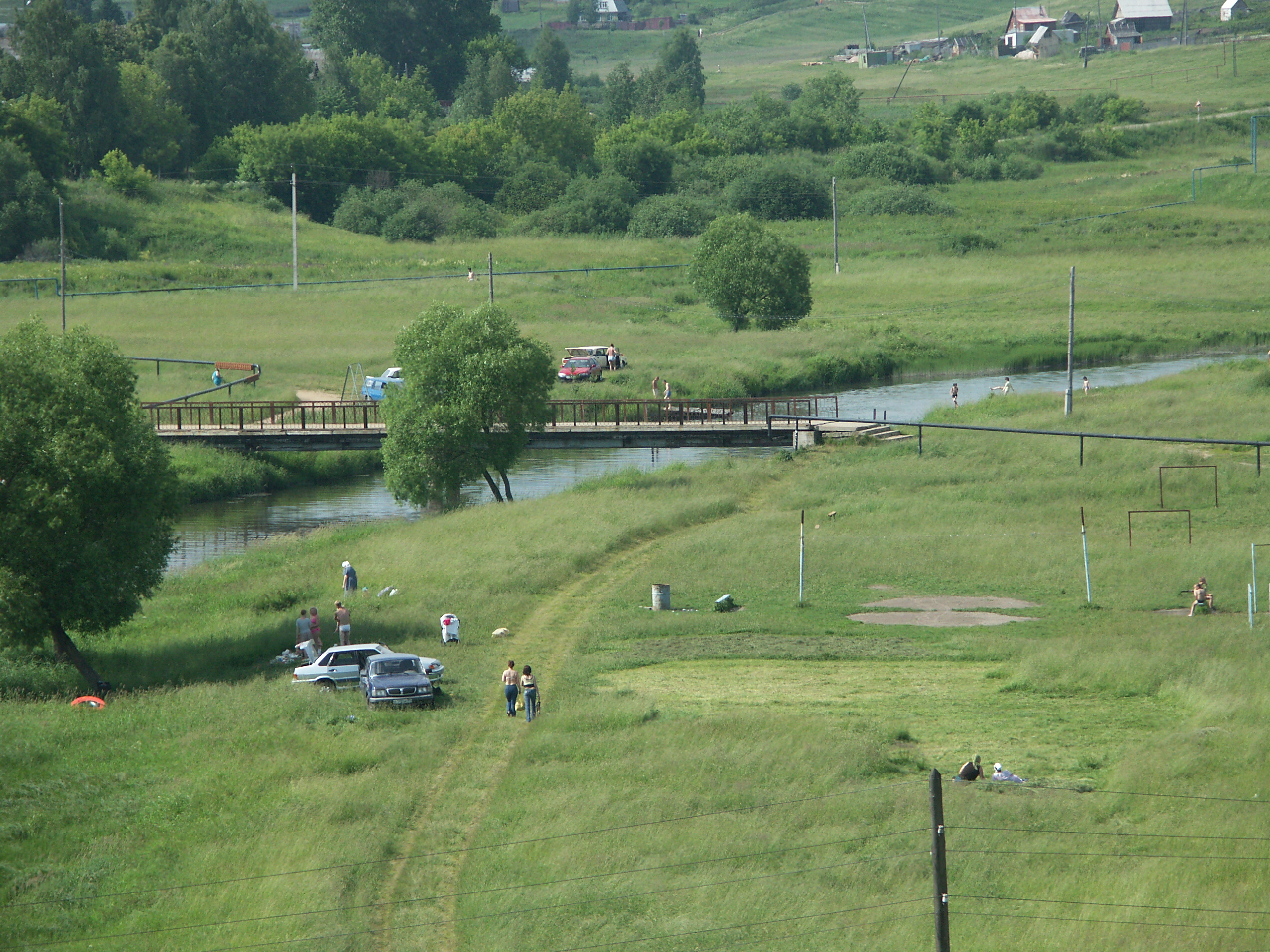
アレクサンドロフ郊外のセラヤ川

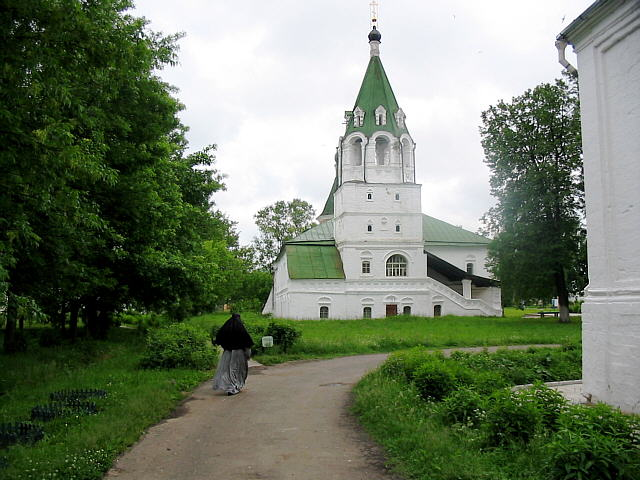
アレクサンドロフの宮殿・聖堂群、アレクサンドロフスカヤ・スロボダ

アレクサンドロフの街は、1564年12月から1565年2月までの三ヶ月の間だけロシアの首都であった。突如モスクワからこの街に都を移したツァーリ・イヴァン4世（イヴァン雷帝）は、貴族たちの嘆願により、三ヶ月後にようやく宮廷およびモスクワ大公国の王権の象徴となる品々のモスクワへの帰還に同意した。しかしツァーリ自身はモスクワへ戻るにあたり、教会にオプリーチニナ制度の創設を認めさせた。
悪名高いオプリーチニナ体制下では、ロシア・ツァーリ国の国土が、従来の貴族会議の影響の及ばない新設されたツァーリ直轄領・オプリーチニナと、従来の制度が適用されるそれ以外の国土・ゼームシチナに二分され、オプリーチニナの中ではツァーリによる独裁が行われ多数の貴族・聖職者らがオプリーチニキにより粛清された。オプリーチニナの行政府はアレクサンドロフに置かれイヴァン4世はアレクサンドロフの離宮でオプリーチニキらとともに過ごしたため、1572年の突然のオプリーチニナ廃止までの間はアレクサンドロフが事実上の首都であった。その後もイヴァン4世は晩年の1581年までアレクサンドロフ離宮で過ごした。
アレクサンドロフスカヤ・スロボダ（アレクサンドロフ離宮、アレクサンドロフ集落）は、至聖三者大聖堂（1513年）など16世紀前半から17世紀にかけて建設された多数の聖堂や宮殿建築の複合体であり、頑丈な城壁や塔に囲まれている。現在は博物館が中にあり、イヴァン雷帝の生涯や業績などの紹介や、イヴァン雷帝の象牙の王冠などの収蔵品の展示を行っている。市街地にも古い聖堂や美術館などの見どころがある。